# Parafia Ścięcia św. Jana Chrzciciela w Choroszczynce
Parafia Ścięcia św. Jana Chrzciciela w Choroszczynce – parafia rzymskokatolicka w Chorosczynce.
Pierwszy kościół uposażył król August III Sas w 1752. W 1875 świątynia została zamieniona na cerkiew prawosławną. W latach I wojny światowej pusta cerkiew służyła za noclegownię dla przypadkowych tułaczy. Budynek spłonął 16 stycznia 1918, lecz niedługo potem wzniesiono tu kaplicę. 2 lutego 1922 biskup Przeździecki dekretem z 11 lutego 1922 „przywrócił i odnowił” parafię rzymskokatolicką; proboszczem został Stefan Szałkowski. Następnym proboszczem był Józef Grajewski (zastrzelony w 1936 r. na tle rabunkowym).
Kolejny drewniany kościół powstał w latach 1923–1926 przy wydatnym udziale proboszcza Stanisława Krygielskiego, który pełnił tu posługę aż do śmierci w roku 1965. Kolejnymi proboszczami byli: Stanisław Byczyński,  Kazimierz Żelisko, Henryk Wetoszka, Leon Sydor, Jan Miłosz, Waldemar Izdebski, Bogdan Kozioł, Antoni Przybysz (w czasie jego posługi w latach 1995–2000 wybudowano obecny murowany kościół), Edward Gołębicki, Andrzej Głasek, Grzegorz Cholewa, Adam Karcz. 
Parafia ma księgi metrykalne od roku 1922 oraz prowadzi kronikę parafialną od 1965.
Do parafii należą wierni także z miejscowości Choroszczynka, Połoski Stare, Trojanów oraz Zahorów.